# 攻撃 (映画)
『攻撃』（こうげき、Attack）は、1956年のアメリカ合衆国の戦争映画。監督はロバート・アルドリッチ、出演はジャック・パランスとエディ・アルバートなど。ノーマン・ブルックスの舞台劇『Fragile Fox』を原作としている。

## ストーリー
第二次世界大戦末期、1944年のヨーロッパ戦線。ジョー・コスタ中尉とハリー・ウッドラフ中尉は、無能で卑劣な上官・クーニー大尉のために多くの兵が死んでいることに怒りを感じていた。しかしクーニーの上官であるバートレット大佐は、クーニーの幼なじみであり、また地元の有力者であるクーニーの父親の力で政治家になるつもりでいるため、クーニーの無能さを知りつつも何も対応しようとしない。
そのような中、クーニーはコスタに危険な任務を命じる。あまりに思慮の浅い作戦内容に怒ったコスタはクーニーに向って「お前のせいで1人でも部下を失ったら生きては帰さない!!」と言い放ち、任務に赴く。

## キャスト
| 役名                                                 | 俳優                   | 日本語吹替                                   |
| 役名                                                 | 俳優                   | NET版                                        |
| ---------------------------------------------------- | ---------------------- | -------------------------------------------- |
| ジョー・コスタ中尉 (フォックス2小隊長)               | ジャック・パランス     | 大塚周夫                                     |
| ジャクソン・クーニー大尉 (中隊本部長)                | エディ・アルバート     | 富田耕生                                     |
| クライド・バートレット大佐 (大隊長)                  | リー・マーヴィン       | 小林清志                                     |
| バーンスタイン上等兵                                 | ロバート・ストラウス   |                                              |
| スノーデン上等兵                                     | リチャード・ジャッケル |                                              |
| トリヴァー軍曹 (フォックス2)                         | バディ・イブセン       |                                              |
| ジョン・ジャクソン                                   | ジョン・シェポッド     |                                              |
| ハロルド(ハリー)・ウッドラフ中尉 (フォックス1小隊長) | ウィリアム・スミサーズ | 田中信夫                                     |
| パーソンズ大将 不明 その他                           |                        | 中田浩二 雨森雅司 野島昭生 緒方敏也 二瓶秀雄 |
| 日本語吹替版スタッフ                                 |                        |                                              |
| 演出                                                 | 演出                   | 内池望博                                     |
| 翻訳                                                 | 翻訳                   | 木原たけし                                   |
| 効果                                                 |                        |                                              |
| 調整                                                 |                        |                                              |
| 制作                                                 | 制作                   | 東北新社                                     |
| 解説                                                 | 解説                   | 淀川長治                                     |
| 初回放送                                             | 初回放送               | 1973年3月11日 『日曜洋画劇場』               |

## 作品の評価
Rotten Tomatoesによれば、8件の評論の全てが高評価で、平均点は10点満点中7.9点となっている。